# 時禱書

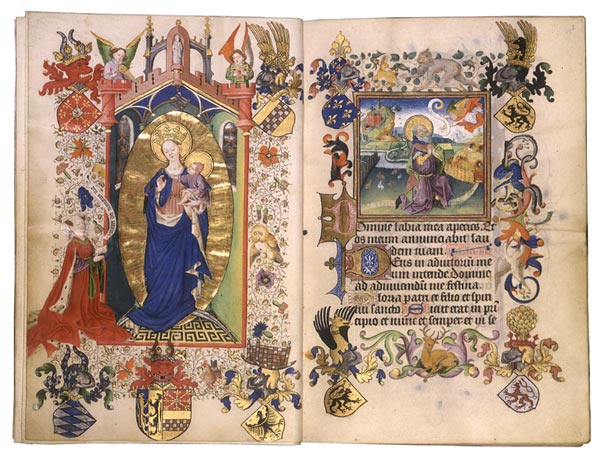
1440年的時禱書

時禱書（英語：Book of hours）是中世紀基督教徒的祈禱書。每一本時禱書手稿都是獨特的，大多數都包含類似的文本，祈禱、詩篇和禮瞻日集合，通常有適當的裝飾。有一些時禱書的教義或裝飾很小，通常只限於詩篇和其他禱告裝飾的大寫字母，但是替富有顧客製作的時禱書可能非常豪華。
時禱書通常用拉丁語寫成。許多時禱書收藏在世界各地圖書館或私人收藏。